# 福原房純
福原 房純（ふくばら ふさずみ、明和9年6月6日（1772年7月6日） - 天保7年1月2日（1836年2月18日））は、長州藩永代家老・宇部領主福原家21代当主。
父は徳山藩主毛利就馴。母は側室。養父は福原就清。正室は宍戸就年の娘。子は福原熙賢、宍戸元礼。養子に福原房昌（のちの毛利斉元）。通称は勝三郎、豊前。初名は毛利馴倫（よしのり）。諱（福原家時代）は俊朋（としとも）、房俊、房純。

## 生涯
明和9年（1772年）、徳山藩第7代藩主・毛利就馴の庶長子・馴倫として生まれる。正室に弟徳太郎（毛利広鎮）が生まれると、妾腹のため次男とされる。寛政3年（1791年）、宗家家老福原就清の養子となり、家督を相続、名も福原俊朋に改める。後に藩主毛利斉房からの偏諱を賜り、房俊、房純に改名。寛政9年（1797年）、領内真締川の河川改修工事を行う。寛政12年（1780年）、御国加判役（家老）を仰せつかる。享和2年（1802年）、第8代藩主毛利重就の孫・房昌を養子に迎える。文化11年（1814年）、房昌が藩主毛利斉熙の養子となり藩主家に戻ったため、実子の繁次郎（熙賢）を嫡子と定める。文政元年（1818年）6月、当職（国家老・執政）となる。文政7年（1824年）、当職辞任。天保7年（1836年）1月2日没。享年65。その直後の10日に嫡男の熙賢も没したため、家督は嫡孫の勝三郎（親俊）が相続した。